# 立石 (考古学)

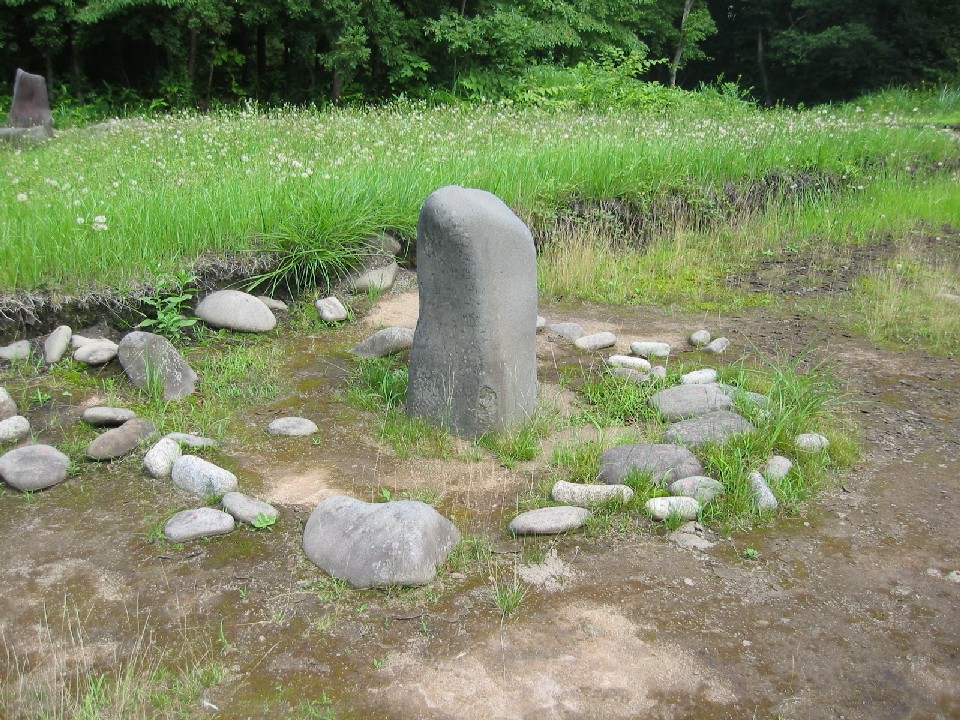
青森県青森市小牧野遺跡の環状列石中心部の立石

立石（りっせき）とは、考古学における配石遺構の一種で、地面に穴を掘り、長大な自然石を立てたものをいう。ヨーロッパ等に見られる巨石記念物の一種である「メンヒル」の訳語であるが、このような長大な石を縦に据えた遺構全般を指して言う場合もある。

## 概要
ある種の記念物や墓標、あるいは何らかの目印として立てられたものと考えられている。墓である場合「立石墓」とも呼ばれる。
日本では、ヨーロッパのメンヒルのような、高さ20メートルに達する規模のものは知られていないが、縄文時代後期の集落遺跡の墓域に造られた、いわゆる環状列石内の立石などが知られる。秋田県鹿角市の大湯環状列石の「日時計様組石」が有名である。
縄文時代早期のものとしては長野県のこぶし畑遺跡（松本市）、縄文時代前期では秋田県の根羽子沢遺跡（横手市）、長野県の阿久遺跡（原村）・上原遺跡（大町市）の例が知られ、これらはいずれも古い段階の立石遺構である。中期から晩期になると数が増え、分布域も広がる。
縄文時代以外の例では、鹿児島県薩摩半島南部で弥生時代中期から終末期に出現した立石土壙墓（立石墓の一種）がある。このほか、岡山県倉敷市の楯築墳丘墓でも、墳丘上に立てられた立石群が知られる。